# Куллберг, Ян-Эрик
Ян-Эрик Куллберг (фин. Jean-Erik Kullberg; 1950,) — современный финский художник, скульптор мастер инсталляции.
В настоящее время преподает живопись, технологию материалов и фреску в Южно-Карельском институте прикладных наук в кампусе в городе Иматра.

## Работы

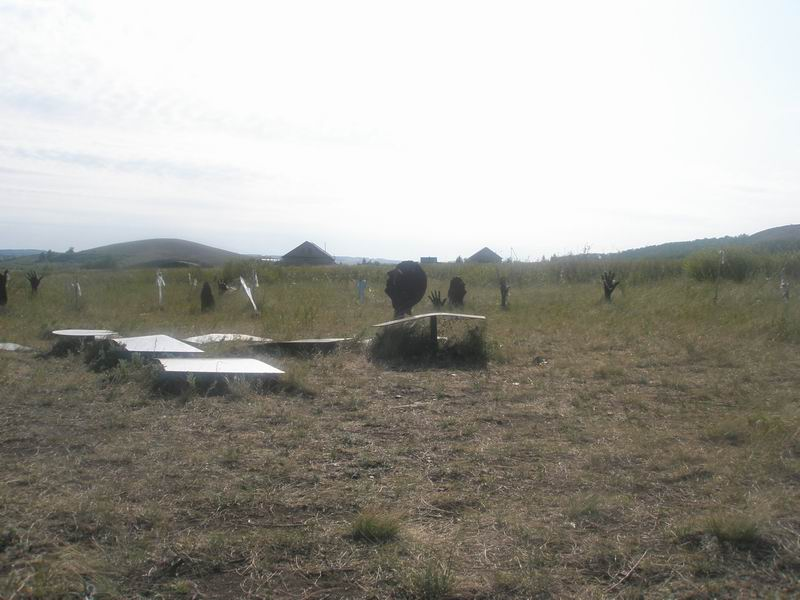
«К солнцу! Мой Аркаим (Анна)»

В 1989—1990 годах в Котке появилась серия его работ под общим названием «К солнцу» (Kohti aurinkoa).
К солнцу! Мой Аркаим (Анна)
Месторасположение — Россия, Челябинская область, Брединский район, Историко-культурный заповедник «Аркаим».
Инсталляция размещена недалеко от «Музея Человека и Природы» на небольшой поляне, и представляет собой выполненные из листового металла макеты человеческих рук и голов, поднимающиеся из-под земли. Несколько металлических листов установлено почти горизонтально (под небольшими разными углами) в центре композиции.
Идея инсталляции — связь ушедших и ныне живущих поколений «солнечными зайчиками», отражающимися от металлических поверхностей.